# Lewis Martin
Lewis Martin (San Francisco, 1º novembre 1894 – Los Angeles, 21 febbraio 1969) è stato un attore statunitense. 
Recitò in oltre 40 film dal 1950 al 1963 e apparve in oltre 60 produzioni televisive dal 1949 al 1967. Nel corso della sua carriera, fu accreditato anche con i nomi Lewis H. Martin e Louis Martin.

## Biografia
Lewis Martin nacque a San Francisco il 1º novembre 1894. Debuttò al cinema agli inizi degli anni cinquanta e in televisione alla fine degli anni quaranta.
Per la TV vanta una lunga serie di partecipazioni a serie televisive. Interpretò tra gli altri, il professor Maynard Henderson in tre episodi della serie The George Burns and Gracie Allen Show dal 1957 al 1958 (più altri due episodi con altri ruoli) e il commissario West in due episodi della serie Tarzan nel 1967. Conseguì molte altre partecipazioni dagli anni cinquanta in veste di guest star o di interprete di personaggi perlopiù minori in numerosi episodi e spesso interpretando più personaggi per serie. Si possono altresì citare due episodi di The Whistler, quattro episodi di Four Star Playhouse, cinque episodi di Lux Video Theatre, tre episodi di Letter to Loretta, tre episodi di Cavalcade of America, tre episodi di The Millionaire, tre episodi di Have Gun - Will Travel e quattro episodi di Perry Mason.
Il grande schermo lo vide interprete di diversi personaggi tra cui quelli di Hugo Borne in Counterspy Meets Scotland Yard del 1950, McCardle in L'asso nella manica del 1951, il generale Johnston in A sud rullano i tamburi del 1951, l'astronomo Mitchell nel fantascientifico Red Planet Mars del 1952, il colonnello Lasalle in Forte Algeri del 1953, il tenente di polizia Ed Chisolm in Squadra omicidi del 1953. Nello stesso anno interpretò anche il pastore Matthew Collins nel film fantascientifico La guerra dei mondi per poi proseguire con altri ruoli per tutti gli anni cinquanta fino ai primi anni 60. Interpretò, tra gli altri, il tenente Bruce Gunning in No Escape del 1953, il colonnello Weybright in La freccia insanguinata del 1953, Mr. Taylor in Occhio alla palla del 1953, l'ispettore Cranford in Un pizzico di follia del 1954, lo psichiatra in Ti ho visto uccidere del 1954, il comandante Michael Coughlin in I valorosi del 1954, Nick Buda in Cry Vengeance del 1954, Frank Collins in Giuoco implacabile del 1955, Sir Finsdale nel nusical avventuroso Il giullare del re del 1955, il pastore Harris in Esecuzione al tramonto del 1956, il dottor Miller in Quegli anni selvaggi del 1956, Steven Hardy in Una pistola tranquilla del 1957, Charles Orrin Sterling in I diffamatori del 1957, Ben Hardy in La maschera nera di Cedar Pass del 1957, il sindaco Howard Hoffman in Rockabilly Baby del 1957, il capitano Dawn in The Runaway del 1961 e padre Raymonde, il suo ultimo ruolo cinematografico, in Diario segreto di un pazzo del 1963.
Nel 1967 recitò nell'episodio Algie B for Brave della serie Tarzan, che resta la sua ultima apparizione per il piccolo schermo. Morì per un attacco di cuore a Los Angeles il 21 febbraio 1969.

## Filmografia

### Cinema
- The Blazing Sun (1950)
- Experiment Alcatraz (1950)
- Counterspy Meets Scotland Yard (1950)
- Lo squalo tonante (Operation Pacific) (1951)
- Le vie del cielo (Three Guys Named Mike) (1951)
- L'asso nella manica (Ace in the Hole) (1951)
- Il fuggiasco di Santa Fè (Cattle Drive) (1951)
- Avvocati criminali (Criminal Lawyer) (1951)
- A sud rullano i tamburi (Drums in the Deep South) (1951)
- Il lago in pericolo (The Whip Hand) (1951)
- Più forte dell'amore (The Blue Veil) (1951)
- Inferno bianco (The Wild North) (1952)
- Red Planet Mars (1952)
- So che mi ucciderai (Sudden Fear) (1952)
- Seduzione mortale (Angel Face) (1953)
- Pony Express (1953)
- Il mago Houdini (Houdini) (1953)
- Forte Algeri (Fort Algiers) (1953)
- Squadra omicidi (Vice Squad) (1953)
- La guerra dei mondi (The War of the Worlds) (1953)
- No Escape (1953)
- La freccia insanguinata (Arrowhead) (1953)
- Occhio alla palla (The Caddy) (1953)
- Un pizzico di follia (Knock on Wood) (1954)
- Ti ho visto uccidere (Witness to Murder) (1954)
- Prisoner of War (1954)
- I valorosi (Men of the Fighting Lady) (1954)
- Cry Vengeance (1954)
- Giuoco implacabile (Las Vegas Shakedown) (1955)
- Eravamo sette fratelli (The Seven Little Foys) (1955)
- Night Freight (1955)
- Il giullare del re (The Court Jester) (1955)
- L'uomo che sapeva troppo (The Man Who Knew Too Much) (1956)
- Esecuzione al tramonto (Star in the Dust) (1956)
- Quegli anni selvaggi (These Wilder Years) (1956)
- Una pistola tranquilla (The Quiet Gun) (1957)
- I diffamatori (Slander) (1957)
- La maschera nera di Cedar Pass (The Last Stagecoach West) (1957)
- Rockabilly Baby (1957)
- Crash Landing (1958)
- I tre sceriffi (Badman's Country) (1958)
- Scandalo al sole (A Summer Place) (1959)
- The Runaway (1961)
- Diario segreto di un pazzo (Diary of a Madman) (1963)

### Televisione
- Kraft Television Theatre – serie TV, un episodio (1949)
- Hands of Murder – serie TV, un episodio (1949)
- Cavalcade of America – serie TV, 3 episodi (1952-1957)
- I segreti della metropoli (Big Town) – serie TV, un episodio (1952)
- Lux Video Theatre – serie TV, 5 episodi (1953-1956)
- Your Favorite Story – serie TV, un episodio (1953)
- Topper – serie TV, episodio 1x06 (1953)
- The Whistler – serie TV, 2 episodi (1954-1955)
- Four Star Playhouse – serie TV, 4 episodi (1954-1956)
- Schlitz Playhouse of Stars – serie TV, 3 episodi (1954-1957)
- The Lineup – serie TV, 3 episodi (1954-1959)
- I Led 3 Lives – serie TV, un episodio (1954)
- Mayor of the Town – serie TV, un episodio (1954)
- Hopalong Cassidy – serie TV, un episodio (1954)
- The Lone Wolf – serie TV, un episodio (1954)
- Waterfront – serie TV, un episodio (1954)
- Letter to Loretta – serie TV, 3 episodi (1955-1957)
- The George Burns and Gracie Allen Show – serie TV, 5 episodi (1955-1958)
- The Millionaire – serie TV, 3 episodi (1955-1958)
- Sheena: Queen of the Jungle – serie TV, un episodio (1955)
- Wild Bill Hickok (Adventures of Wild Bill Hickok) – serie TV, un episodio (1955)
- The Adventures of Falcon – serie TV, un episodio (1955)
- Matinee Theatre – serie TV, 2 episodi (1956-1957)
- Chevron Hall of Stars – serie TV, un episodio (1956)
- Le leggendarie imprese di Wyatt Earp (The Life and Legend of Wyatt Earp) – serie TV, un episodio (1956)
- Medic – serie TV, un episodio (1956)
- Telephone Time – serie TV, un episodio (1956)
- Celebrity Playhouse – serie TV, episodio 1x37 (1956)
- TV Reader's Digest – serie TV, episodio 2x37 (1956)
- Il conte di Montecristo (The Count of Monte Cristo) – serie TV, un episodio (1956)
- General Electric Summer Originals – serie TV, un episodio (1956)
- Meet McGraw – serie TV, 2 episodi (1957-1958)
- Broken Arrow – serie TV, un episodio (1957)
- December Bride – serie TV, un episodio (1957)
- Suspicion – serie TV, un episodio (1957)
- State Trooper – serie TV, 2 episodi (1957)
- Navy Log – serie TV, episodio 3x14 (1957)
- Hey, Jeannie! – serie TV, un episodio (1958)
- Avventure in elicottero (Whirlybirds) – serie TV, un episodio (1958)
- Maverick – serie TV, episodio 1x16 (1958)
- Richard Diamond (Richard Diamond, Private Detective) – serie TV, un episodio (1958)
- The Adventures of Jim Bowie – serie TV, un episodio (1958)
- Peter Gunn – serie TV, episodio 1x10 (1958)
- Northwest Passage – serie TV, un episodio (1958)
- The George Burns Show – serie TV, un episodio (1958)
- Flight – serie TV, episodio 1x16 (1958)
- Have Gun - Will Travel – serie TV, 3 episodi (1959-1962)
- Cimarron City – serie TV, episodio 1x18 (1959)
- Union Pacific – serie TV, un episodio (1959)
- Frontier Doctor – serie TV, un episodio (1959)
- The D.A.'s Man – serie TV, un episodio (1959)
- The Real McCoys – serie TV, un episodio (1959)
- Doctor Mike – film TV (1959)
- The Betty Hutton Show – serie TV, un episodio (1959)
- Dennis the Menace – serie TV, un episodio (1959)
- Lock-Up – serie TV, un episodio (1959)
- Mr. Lucky – serie TV, episodio 1x06 (1959)
- Furia (Fury) – serie TV, un episodio (1959)
- Perry Mason – serie TV, 4 episodi (1960-1963)
- Shotgun Slade – serie TV, un episodio (1960)
- The Barbara Stanwyck Show – serie TV, un episodio (1960)
- The Deputy – serie TV, un episodio (1960)
- Hazel – serie TV, 2 episodi (1961-1965)
- Ispettore Dante (Dante) – serie TV, episodio 1x20 (1961)
- Tales of Wells Fargo – serie TV, un episodio (1962)
- Mister Ed, il mulo parlante (Mister Ed) – serie TV, un episodio (1962)
- The Fisher Family – serie TV, un episodio (1964)
- Tarzan – serie TV, 2 episodi (1967)